# Beirat für gesellschafts-, wirtschafts- und umweltpolitische Alternativen
Der Beirat für gesellschafts-, wirtschafts- und umweltpolitische Alternativen (BEIGEWUM) ist eine Gruppe österreichischer Sozialwissenschaftler. Die Gruppe, die seit 1985 – in wechselnder Besetzung – aktiv ist, verfolgt das Ziel, Ergebnisse kritischer Forschung in die öffentliche Debatte einzubringen. Hierzu zählen die Zeitschrift Kurswechsel und die Herausgabe von Büchern.

## Zeitschrift
Die Zeitschrift Kurswechsel, die seit 1986 erscheint, veröffentlicht im vierteljährlich wissenschaftliche Beiträge zu jeweils einem Schwerpunktthema. Zur Redaktion gehören Joachim Becker, Assimina Gouma, Julia Hofmann, Vanessa Redak, Christa Schlager, Elisabeth Springler, Cornelia Staritz und Beat Weber.

## Veröffentlichungen
- Vom „obsoleten“ zum „adäquaten“ marktwirtschaftlichen Denken. Metropolis, Marburg 1992, ISBN 3-926570-54-7.
- Wege zu einem anderen Europa. Perspektiven der europäischen Integration. PapyRossa, Köln 1997, ISBN 3-89438-124-8.
- Mythos Nulldefizit. Alternativen zum Sparkurs. Mandelbaum, Wien 2000, ISBN 3-85476-042-6
- Frauen macht Budgets. Staatsfinanzen aus Geschlechterperspektive. Mandelbaum, Wien 2002, ISBN 3-85476-078-7
- zusammen mit Armutskonferenz und Attac: Was Reichtümer vermögen. Gewinner und VerliererInnen in europäischen Wohlfahrtsstaaten. Mandelbaum, Wien 2002, ISBN 3-85476-059-0.
- Mythen der Ökonomie. Anleitung zur geistigen Selbstverteidigung in Wirtschaftsfragen. VSA, Hamburg 2005, ISBN 3-89965-119-7.
- zusammen mit Attac: Mythen der Krise. Einsprüche gegen falsche Lehren aus dem großen Crash. VSA, Hamburg 2010, ISBN 978-3-89965-373-1.
- Klimasoziale Politik – Eine gerechte und emissionsfreie Gesellschaft gestalten, gemeinsam mit Armutskonferenz und Attac Österreich, Bahoe Books, Wien 2021, ISBN 978-3-903290-65-5